# Analisoma analis
Analisoma analis là một loài chim trong họ Campephagidae.